# 1999 en numismatique
Chronologie de la numismatique
- 1998 en numismatique - 1999 en numismatique - 2000 en numismatique

Cet article présente les faits marquants de l'année 1999 en numismatique.

## Principaux événements numismatiques de l'année 1999

### Par dates

#### Janvier
- 1er janvier 1999 : 
  -  Zone euro : Création de l'Union économique et monétaire et début du cours légal de l'euro (mais pas encore des pièces et billets associés) dans les onze pays de la zone euro (Allemagne, Autriche, Belgique, Espagne, Finlande, France, Irlande, Italie, Luxembourg, Pays-Bas et Portugal), quatre micro-États hors Union européenne (Andorre, Monaco, Saint-Marin et Vatican) et deux autres États/régions ayant unilatéralement adopté cette monnaie (Kosovo et Monténégro). Les onze pays de la zone euro ainsi que les trois micro-États ayant des accords formels avec ces derniers et l'Union européenne (Monaco, Saint-Marin et Vatican) commencent à frapper leur première série de pièces et à imprimer les premiers billets en euros, lesquels auront cours légal à partir du 1er janvier 2002. Les quatorze anciennes monnaies remplacées légalement par l'euro deviennent des divisions nationales de la monnaie commune :
    -   Allemagne : 1 euro (EUR) = 1,955 83 mark (DEM)
    -   Autriche : 1 euro (EUR) = 13,760 3 schillings (ATS)
    -   Belgique : 1 euro (EUR) = 40,339 9 francs (BEF)
    -   Espagne : 1 euro (EUR) = 166,386 pesetas (ESP)
      -   Andorre : 1 euro (EUR) = 166,386 pesetas (ADP) (de facto)

    -   Finlande : 1 euro (EUR) = 5,945 73 marks (FIM)
    -   France : 1 euro (EUR) = 6,559 57 francs (FRF)
      -   Andorre : 1 euro (EUR) = 6,559 57 francs (ADF) (de facto)
      -   Monaco : 1 euro (EUR) = 6,559 57 francs (MCF) (indirectement)

    -   Irlande : 1 euro (EUR) = 0,787 564 livre (IEP)
    -   Italie : 1 euro (EUR) = 1 936,27 lires (ITL)
      -   Saint-Marin : 1 euro (EUR) = 1 936,27 lires (SML) (indirectement)
      -   Vatican : 1 euro (EUR) = 1 936,27 lires (VAL) (indirectement)

    -   Luxembourg : 1 euro (EUR) = 40,339 9 francs (LUF)
    -   Pays-Bas : 1 euro (EUR) = 2,203 71 florins (NLG)
    -   Portugal : 1 euro (EUR) = 200,482 escudos (PTE)

  -  États-Unis : émission de la pièce du Delaware de la série de 1/4 de dollar des 50 États.

#### Février
- 1er février 1999 : 
  -  France : début du retrait de la circulation du billet de 100 francs Delacroix[1].

#### Mars
- 8 mars 1999 : 
  -  États-Unis : émission de la pièce de Pennsylvanie de la série de 1/4 de dollar des 50 États.

#### Mai
- 17 mai 1999 : 
  -  États-Unis : émission de la pièce du New Jersey de la série de 1/4 de dollar des 50 États.

#### Juillet
- 5 juillet 1999 :
  -  Bulgarie : troisième réévaluation du lev : 1 « nouveau » (quatrième) lev (BGN) = 1 000 « anciens » (troisièmes) leva (BGL)[2]. Le taux de change officiel du nouveau lev est fixé à parité avec le deutschemark : 1 DEM = 1 BGN.
- 19 juillet 1999 : 
  -  États-Unis : émission de la pièce de Géorgie de la série de 1/4 de dollar des 50 États.

#### Septembre
- 3 septembre 1999 : 
  -  Kosovo : la Mission intérimaire des Nations unies au Kosovo (MINUK) considère le mark allemand comme devise principale dans le système bancaire bien qu'elle autorise toujours la circulation du dinar serbe au sein de la province. Celui-ci reste d'ailleurs courant au Nord du Kosovo. Les marks en circulation proviennent des banques allemandes, sans qu'aucune demande identifiée d'importation de fonds ne soient faites par l'autorité ; ceci peut s'expliquer par le fait que beaucoup de Kosovars travaillent à l'étranger et envoient de l'argent vers leur pays d'origine.

#### Octobre
- 12 octobre 1999 : 
  -  États-Unis : émission de la pièce du Connecticut de la série de 1/4 de dollar des 50 États.